# Béla Fleck and the Flecktones
Béla Fleck and the Flecktones — американская инструментальная группа музыкантов-виртуозов, играющая в основном джаз, этническую музыку и прогрессивный блюграсс. 
Лидер группы Бела Флек, джазовый музыкант, играющий на банджо, начавший свою карьеру в блюграсс-группе «New Grass Revival». В составе группы выступает двукратный обладатель Грэмми, басист-виртуоз Виктор Вутен. 
Группа образовалась в 1988 году в США. 
Название коллектива — это переделка названия рок-группы 60-х «Dick Dale and the Del-Tones».

## Дискография
- 1990 — Béla Fleck and the Flecktones (номинация Grammy как Jazz Album)
- 1991 — Flight of the Cosmic Hippo[англ.] (No. 1, U.S. jazz charts; номинация Grammy как Jazz Album)
- 1992 — UFO Tofu
- 1993 — Three Flew Over the Cuckoo's Nest
- Live Art (1996)
- Left of Cool (1998)
- Greatest Hits of the 20th Century (1999)
- Outbound (2000)
- Live at the Quick (2002)
- Live at the Quick (DVD, 2002)
- Little Worlds (2003)
- Ten From Little Worlds (2003)
- The Hidden Land (2006)
- Jingle All the Way (2008)
- Rocket Science (2011)

## Грэмми
- 1997
  - Best Pop Instrumental Performance, «The Sinister Minister»
- 2001
  - Best Contemporary Jazz Album, Outbound
- 2007
  - Best Contemporary Jazz Album, The Hidden Land
- 2009
  - Лучший инструментальный поп альбом, Jingle All the Way
  - Best Country Instrumental Performance, «Sleigh Ride» (nominated)